# Байда, Людмила Анатольевна
Людмила Анатольевна Байда (род. 10 декабря 1960 года, Киев) — советский и украинский дирижер, хормейстер. Заслуженный деятель искусств Украины (1999).

## Биография
Людмила Анатольевна Байда родилась 10 декабря 1960 года в Киеве. В 1980 году окончила Киевское музыкальное училище (дирижерско-хоровое отделение, класс В. Шалькевича). В 1985 году окончила дирижерско-хоровой факультет Киевской консерватории по классу Г. Ткаченко (ныне Национальная музыкальная академия Украины имени П. И. Чайковского).
С 1985 года работала руководителем женского студенческого хора «Павана» института искусств Национального педагогического университета им. Драгоманова, с 1993 года — доцент.
В репертуаре Людмилы Анатольевны Байда — украинская старинная и современная духовная музыка, обрядовые песни, музыка зарубежных авторов. Она часто обращается к произведениям современных украинских композиторов. С участием Людмилы Байды впервые прозвучали: кантата «Семь слезинок» и хоровой цикл «Спиваночки» Владимира Зубицкого, хоровой цикл Игоря Щербакова на стихи Лины Костенко, «Купальская» Е. Станковича, Литургия Леси Дычко, некоторые хоры из оперы «Ятранские игры» И. Шамо, «Павана» В. Степурко.
С хором Людмила Анатольевна принимала участие в Международном хоровом фестивале «Академическая Банска-Быстрица» (1989, Словакия), выступала на фестивалях «Музыкальные премьеры сезона», «Киев Мюзик Фест», «Златоверхий Киев». В 1997 году хор «Павана» под руководством Л. Байда получил Гран-при III Всеукраинского хорового конкурса им. М. Леонтовича. Записывает исполнения хора на радио, телевидении, дисках.
Жена хорового дирижера Николая Николаевича Гобдича.